# Нижняя Бузиновка
Нижняя Бузиновка — хутор в Клетском районе Волгоградской области России, в составе Верхнебузиновского сельского поселения.
Население — 65 (2010)

## История
Первоначально известен как Нижне-Бузиновский. Хутор относился к юрту станицы Сиротинской Второго Донского округа Земли Войска Донского (с 1870 года — Область Войска Донского). Предположительно основан во второй половине XIX века. В 1873 году на хуторе Нижне-Бузиновском имелось 37 дворов, проживало 126 душ мужского и 149 женского пола.
Население хутора быстро росло. Согласно переписи населения 1897 года на хуторе проживало 258 мужчин и 265 женщин, из них грамотных: мужчин — 120, женщин — 13. Согласно алфавитному списку населённых мест Области Войска Донского 1915 года на хуторе имелось хуторское правление, школа, земельный надел составлял 1500 десятин, проживало 293 мужчины и 307 женщин.
В 1921 году хутор в составе Второго Донского округа передан Царицынской губернии. С 1928 года — в составе Клетского района Сталинградского округа (упразднён в 1930 году) Нижне-Волжского края (с 1934 года — Сталинградского края, с 1936 года — Сталинградской области, с 1961 года — Волгоградской области). До 1958 года существовал Нижне-Бузиновский сельсовет (в 1958 году территория передана в состав Верхне-Бузиновского сельсовета).

## Общая физико-географическая характеристика
Хутор расположен в степи, в пределах Донской гряды, являющейся частью Восточно-Европейской равнине, на реке Лиска. Выше по реке расположен хутор Верхняя Бузиновка, ниже — хутор Сухановский (Суровикинский район). Рельеф местности холмисто-равнинный, сильно расчленённый балками и оврагами. Почвы — тёмно-каштановые.
По автомобильным дорогам расстояние до областного центра города Волгограда составляет 180 км, до районного центра станицы Клетской — 51 км, до административного центра сельского поселения хутора Верхняя Бузиновка — 11 км.
Часовой пояс
Нижняя Бузиновка, как и вся Волгоградская область, находится в часовой зоне МСК (московское время). Смещение применяемого времени относительно UTC составляет +3:00.

## Население
Динамика численности населения по годам:
| 1873 | 1897 | 1915 | 1987 |
| ---- | ---- | ---- | ---- |
| 295  | 523  | 1293 | ≈120 |

| 2010 |
| ---- |
| 65   |

По данным переписи 2020 года в национальной структуре населения даргинцы составляли 73,02 %